# Cariniana micrantha
Cariniana micrantha là một loài thực vật có hoa trong họ Lecythidaceae. Loài này được Ducke mô tả khoa học đầu tiên năm 1930.